# Benvingut Gras
Benvingut Gras (llatí: Benevenutus Grassus; nascut cap al 1200 i mort cap al 1290) fou un oculista medieval que visqué en la segona meitat del segle xiii i és conegut pel seu tractat sobre el tractament dels trastorns oculars, titulat Ars Probatissima Oculorum o De probatissima arte oculorum, que és l'única obra que se'n coneix La seva obra fa pensar que passà la major part de la seva vida a Itàlia abans d'emigrar al nord d'Àfrica. La seva obra, que ha estat traduïda i incorporada a moltes altres obres en llengües europees, conté instruccions per al tractament de les cataractes. La versió impresa més antiga fou editada per Severí de Ferrara a partir del 1474. L'obra de Benvingut Gras també es basava en la Tàdhkirat al-kahhalin d'Alí ibn Issa al-Kahhal, publicat segurament al segle xi.
Un estudi d'una traducció alemanya ha suggerit que Gras estudià a l'Escola Mèdica Salernitana, que tenia vincles amb la medicina àrab. El text afirma que Gras es formà amb tot un seguit de fonts i practicà en diversos indrets, tant de clima temperat com de clima tropical. Cita Hipòcrates, Galè, Joanic i Hunayn ibn Ishaq de Bagdad.